# Dioskurenbrunnen

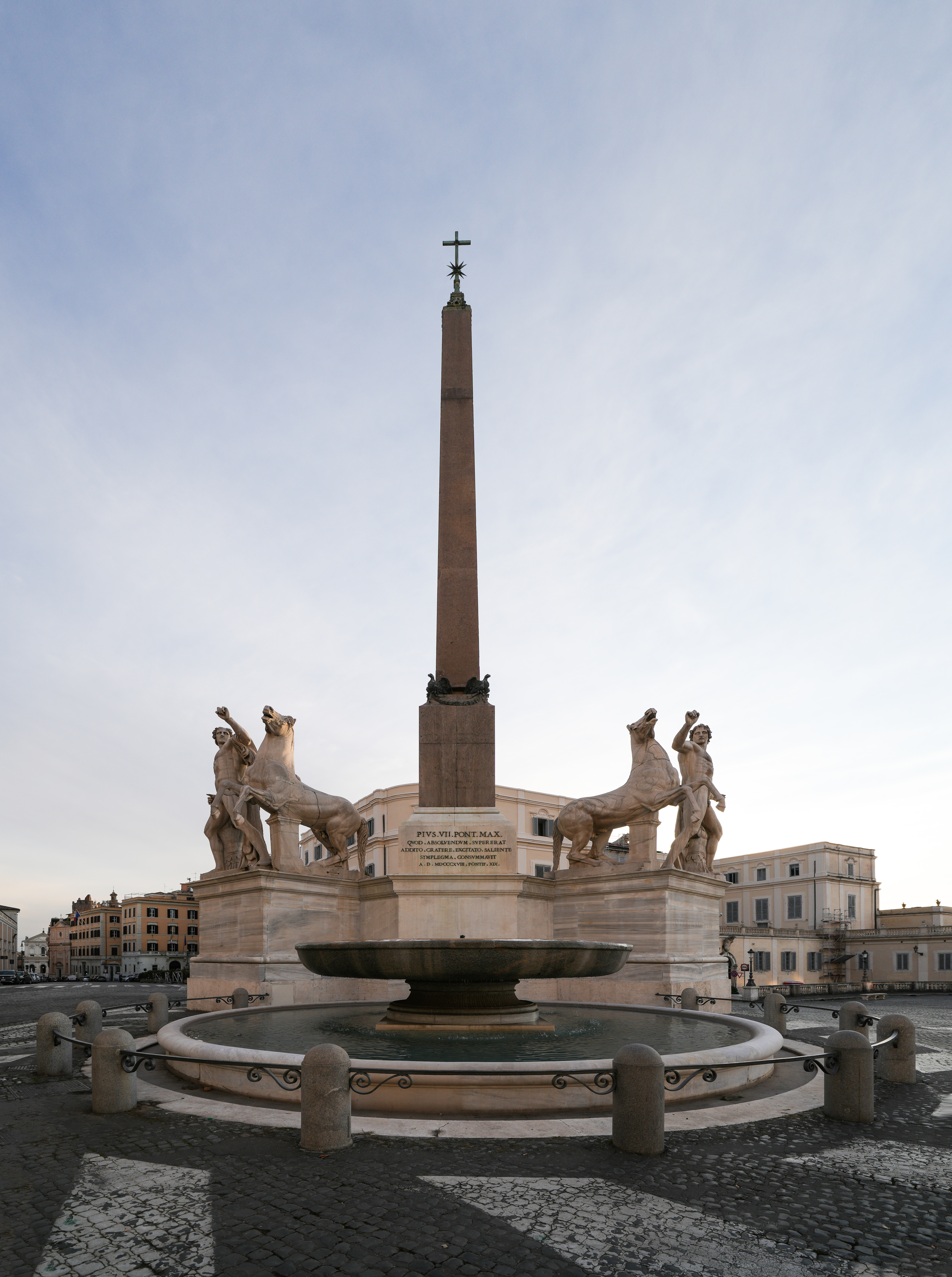
Dioskurenbrunnen

Der Dioskurenbrunnen (italienisch Fontana dei Dioscuri) ist ein Zierbrunnen auf der Piazza del Quirinale vor dem Quirinalspalast in Rom. Er wurde 1589 vom Architekten Giacomo della Porta für Papst Sixtus V. erbaut, 1818 von Raffaele Stern für Pius VII. vollendet und gilt als Meisterwerk des Barock.

## Geschichte

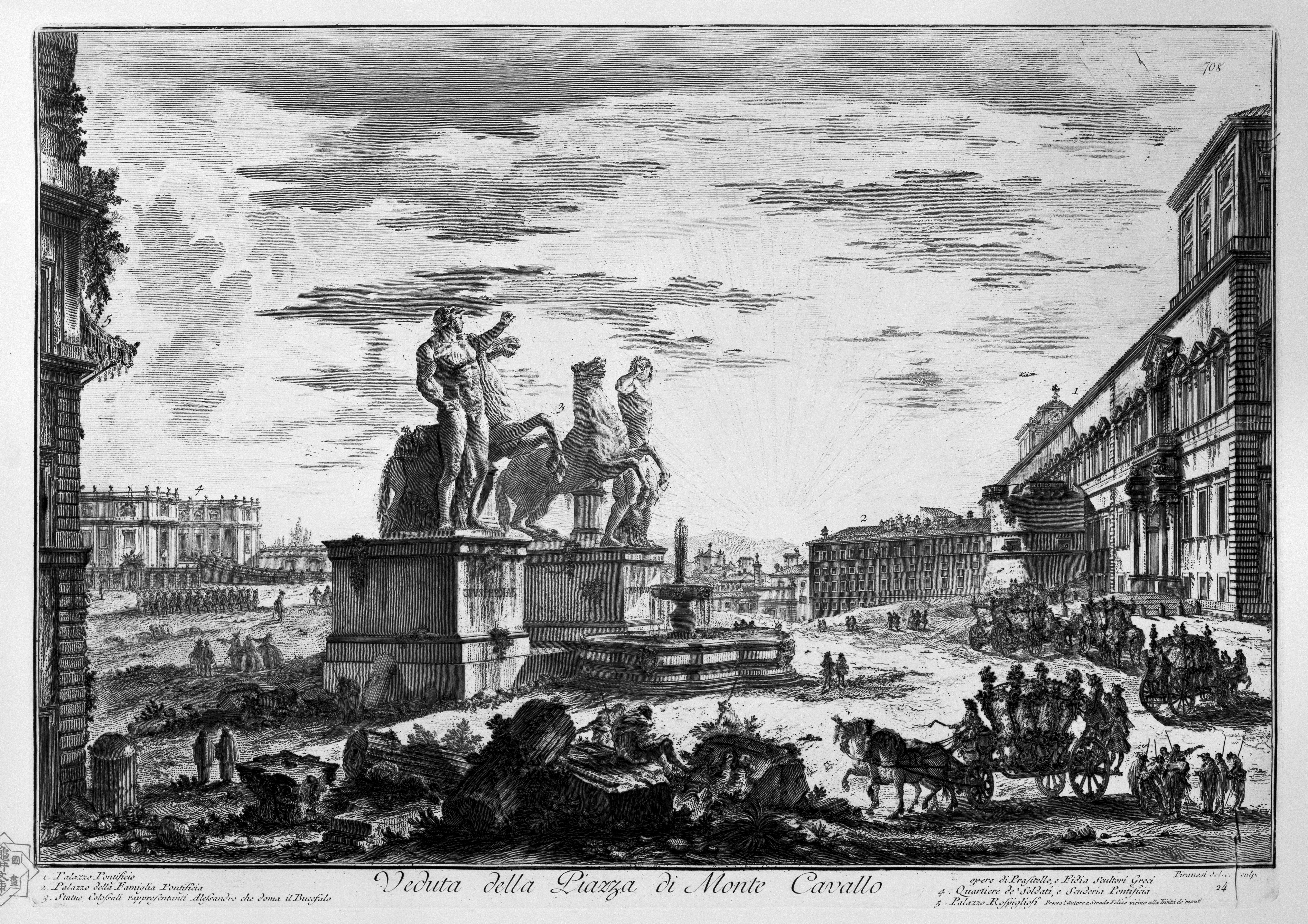
Brunnen ohne Obelisk und Schale auf einem Stich vor 1786

Der Brunnen liegt vor dem Quirinalspalast, der offiziellen Residenz des italienischen Staatspräsidenten, und besteht heute aus einem Becken mit einer Schale, die von den namensgebenden Dioskuren Castor und Pollux flankiert wird. Sie halten zwei aufstrebende Rösser in Zaum; ihre bronzenen Zügel sind allerdings nicht erhalten. Zwischen den Dioskuren und hinter der Schale erhebt sich der Obelisco del Quirinale vom Campus Martius.
Die 5,6 Meter hohen Statuen der Dioskuren mit ihren Rössern stammen möglicherweise von einem einst in der Nähe befindlichen Tempel des Serapis. Gefunden wurden sie jedoch in den Thermen des Konstantin. Der Hügel Quirinal wird aufgrund der monumentalen Rösser volkstümlich auch Monte Cavallo (Pferdehügel) genannt.
1469 bis 1470 ließ Papst Paul II. die monumentalen Skulpturen restaurieren. 1589 wurden sie, als Teil eines ersten Brunnens, auf Betreiben von Papst Sixtus V. nach Entwürfen von Giacomo della Porta in die Sichtachse zur Porta Pia gesetzt und dazu ein einfaches Wasserbecken ohne Brunnenschale errichtet. Ab 1780 ließ Papst Pius VI. durch den Architekten Giovanni Antinori den Platz neu gestalten. Er ließ den Obelisken, der ursprünglich am Eingang des Augustusmausoleums stand, 1786 auf dem Quirinalsplatz aufstellen und von den Dioskuren flankieren.
1818 wurde auf Initiative von Papst Pius VII. wiederum eine Brunnenschale angefügt. Der Architekt Raffaele Stern verwendete dafür eine Schale aus Granit, die vom Forum Romanum stammt. Eine Inschrift am Obelisken weist darauf hin, dass es sich bei der steinernen Schale um eine päpstliche Beigabe zur Vollendung des Gesamtensembles (symplegma) handelt. Gespeist wird der Dioskurenbrunnen von der Acqua Felice.